# Asteia tarsalis
Asteia tarsalis är en tvåvingeart som beskrevs av Malloch 1932. Asteia tarsalis ingår i släktet Asteia och familjen smalvingeflugor.
Artens utbredningsområde är Marquesasöarna. Inga underarter finns listade i Catalogue of Life.